# Stenina (eiland)
Stenina (Russisch: Стенина) is na Bolsjoj Pelis het op een na grootste eiland van de Rimski-Korsakovarchipel, een groep van eilanden in het zuidwestelijke deel van de Baai van Peter de Grote, voor de kust van de Russische kraj Primorje. Het eiland bevindt zich op 53 kilometer ten zuidwesten van de stad Vladivostok. Stenina behoort net als de rest van de archipel bestuurlijk gezien tot het district Chasanski van de kraj Primorje en vormt onderdeel van het zeereservaat Dalnevostotsjny morskoj.

## Geografie
Het eiland meet van noordwest naar zuidoost ongeveer 2,4 kilometer en meet op het breedste punt 900 meter. Het hoogste punt ligt op 144,3 meter. Het eiland is bedekt met heuvels en wordt overgroeid door loofbos en struikgewas. De kusten zijn bijna overal rotsachtig, abrupt en roodkleurig. Alleen het noordwestelijk deel is laaggelegen en op plekken overgroeid met struiken. Rondom het eiland bevinden zich riffen en uit de zee opstekende rotsen..

## Geschiedenis
Het eiland werd in 1851 'ontdekt' door Franse walvisvaarders en werd het jaar erop beschreven door de Franse marinebrik Caprice. In 1854 werd het ingetekend op een Engelse kaart onder de naam Redcliff, hetgeen werd overgenomen op Russische kaarten tot 1880. De Russen bezochten het eiland zelf voor het eerst in 1854, toen een expeditie op de schepen Pallada en Vostok het gebied aandeed. In 1862-63 werden de eilanden in detail onderzocht door een expeditie onder leiding van marineofficier Vasili Babkin op het korvet Kalevala. In 1880 deed een expeditie onder leiding van Aleksej Stenin het eiland aan en werd het vernoemd naar hem.